# アンド・ホエン・アイ・ダイ
「アンド・ホエン・アイ・ダイ」（"And When I Die"）はアメリカのシンガー・ソングライター、ローラ・ニーロが作詞作曲した曲。この曲は1966年にフォークグループのピーター・ポール&マリーによって録音された。ニーロ自身のバージョンは1967年2月の彼女のデビューアルバム『モア・ザン・ナ・ニュー・ディスカバリー』に収録された。
この曲は1968年後半にジャズ・ロック・グループのブラッド・スウェット・アンド・ティアーズが録音したバージョンが最も広く知られている。このバージョンはアメリカでBillboard Hot 100で2位に達し、ゴールド・ディスクとなった。アメリカではビートルズの両A面シングルの『カム・トゥゲザー / サムシング』によって1位到達を阻止された。「アンド・ホエン・アイ・ダイ」はカナダでは1969年に1位に達した。

## 歌詞
この曲は、コーラス部の "And when I die / and when I'm gone / there'll be one child born, in this world / to carry on / to carry on" と言う歌詞で死に対する前向きな態度を示している。

## 履歴
「アンド・ホエン・アイ・ダイ」はニーロが17歳の時に初めて録音した曲の中の一曲である。その後、この曲をフォークグループのピーター・ポール&マリーに5000ドルで売り、、彼らはこの曲を6枚目のスタジオアルバム『ピーター・ポール&マリー・アルバム』に収録した。
この曲はブラッド・スウェット・アンド・ティアーズのセルフタイトルのセカンドアルバムに収録された。このアルバムからの3枚目のシングルとして発売され、このアルバムからすでに発売された2枚のシングル同様にBillboard Hot 100で2位に到達した。
BS&Tのアレンジは、彼ら以前のバージョンとは全く異なるものだった。この曲はアルバム収録バージョンと、編集されたシングルバージョンとしてリリースされた。アルバムバージョンには2か所のインストゥルメンタルパートがあり、1か所はRMIエレクトラピアノが使用され、もう1か所ではウェスタン・カウボーイ・ソングのように金管楽器とテンプル・ブロックが使用されている。また、コーラスとほかの2つのヴァースの間の一時停止はシングルバージョンよりも長くなってい。
この曲はザ・ヘヴィーによっても録音されている。このバージョンはドラマ『トゥルーブラッド』シーズン4の最後でも使用された。2000年のホラー映画『ファイナル・デスティネーション』の中ではジョー90によっても演奏されている。
アリソン・クラウスとビリー・チャイルズは2014年のアルバム Map to the Treasure: Reimagining Laura Nyro にこの曲のカバーを提供している。
この曲の歌詞の一部が2016年のドラマ『ヴァン・ヘルシング』のシーズン1、エピソード3の最後に、ルキヤ・バーナード演じるドクが治療され、野生化（ゾンビ）状態から人間状態に戻るシーンで歌われている。

## チャート履歴
| チャート（1969年）                            | 最高順位 |
| --------------------------------------------- | -------- |
| オーストラリア ケント・ミュージック・レポート | 4        |
| カナダ RPM トップ・シングル                   | 1        |
| カナダ RPM アダルト・コンテンポラリー         | 1        |
| ニュージーランド・シングル・チャート          | 1        |
| アメリカ ビルボード・ホット100                | 2        |
| アメリカ ビルボード・イージー・リスニング     | 4        |